# به جنگل خوش‌آمدید (فیلم ۲۰۰۷)
«به جنگل خوش آمدید» (انگلیسی: Welcome to the Jungle) فیلمی در ژانر ترسناک است که در سال ۲۰۰۷ منتشر شد.